# النادي العربي (الأردن)
النادي العربي هو نادي كرة قدم أردني مقره في محافظة إربد وهو من أوائل الأندية الأردنية، يلعب في دوري الدرجة الأولى الأردني. ملعبه البيتي هو ستاد الحسن.

## قائمة اللاعبين
ملاحظة: تشير الأعلام إلى المنتخب بحسب قواعد الأهلية المعتمدة من قبل الفيفا؛ تنطبق بعض الاستثناءات المحدودة. وقد يحمل اللاعبون أكثر من جنسية لا تعترف بها الفيفا.
| الرقم | البلد  | المركز | اللاعب        |
| ----- | ------ | ------ | ------------- |
| 1     | الأردن | حارس   | هشام هزايمة   |
| 3     | الأردن | مدافع  | رامي قطيش     |
| 4     | الأردن | مدافع  | عمار بطاينة   |
| 5     | الأردن | مدافع  | مأمون ثعلبي   |
| 6     | الأردن | مدافع  | أحمد خصاونة   |
| 7     | الأردن | وسط    | دومي بني دومي |
| 9     | الأردن | وسط    | خالد محمد     |
| 10    | الأردن | وسط    | محمد عبيدات   |

| الرقم | البلد  | المركز | اللاعب      |
| ----- | ------ | ------ | ----------- |
| 11    | الأردن | وسط    | محمد العكش  |
| 14    | الأردن | وسط    | يزن العكور  |
| 15    | الأردن | وسط    | عمر عثامنة  |
| 18    | الأردن | وسط    | أحمد عزام   |
| 22    | الأردن | وسط    | أحمد الحرم  |
| 24    | الأردن | وسط    | خالد صياحين |
| 27    | الأردن | مدافع  | أنس فرجات   |
| 54    | الأردن | وسط    | أيوب بركاني |

## قائمة المدربين
- فارس شديفات (?-2009)
- كاظم خلف (2009–2010)
- أسامة قاسم (2010)
- منير مصباح (2010–2011)
- مصطفى اللوباني (2011–2012)
- هشام خلف (2011)
- عيسى الترك (2012)
- ماهر بهري (2012–2013)
- أحمد صبخ (2013)
- كاظم خلف (2013–2014)
- بيجا (2014)
- محمد العبابنة (2014)

## أبرز اللاعبين
- إبراهيم الحسن
- محمد حسين
- ماهر السيد
- حسام أسامة
- أحمد ديب
- خوسيه مارتينز[1]

## مقدمي الخدمات
- أديداس
- أوهل سبورت
- بوما
- جاكو

## وصلات خارجية
- Soccerway profile